# Ясашноташлинское сельское поселение
Ясашноташли́нское се́льское поселе́ние — муниципальное образование в составе Тереньгульского района Ульяновской области. Административный центр — село Ясашная Ташла. На территории поселения находятся 6 населённых пунктов — 2 села, 2 посёлка, 1 хутор и 1 разъезд.

## История
Статус и границы сельского поселения установлены Законом Ульяновской области от 13 июля 2004 года № 043-ЗО «О муниципальных образованиях Ульяновской области».

## Население
| 2010  | 2012  | 2013  | 2014  | 2015  | 2016  | 2017  |
| ----- | ----- | ----- | ----- | ----- | ----- | ----- |
| 2697  | ↘2686 | ↘2630 | ↘2591 | ↘2550 | ↘2512 | ↗2538 |
| 2018  | 2019  | 2020  | 2021  |       |       |       |
| ↘2513 | ↘2478 | →2478 | ↘1887 |       |       |       |

## Состав сельского поселения
| № | Населённый пункт | Тип населённого пункта       | Население |
| - | ---------------- | ---------------------------- | --------- |
| 1 | Ясашная Ташла    | село, административный центр | ↘2240     |
| 2 | Конный Обоз      | посёлок                      | 21        |
| 3 | Мочилки          | посёлок                      | 381       |
| 4 | Риновка          | село                         | 5         |
| 5 | Риновский        | хутор                        | 50        |
| 6 | Ташла            | разъезд                      | 0         |

## Местное самоуправление
Главой администрации поселения является Ушанов Андрей Дмитриевич, председателем местного совета депутатов — Наталья Владимировна Герасимова.